# حدأة اللؤلؤة
حدأة اللؤلؤ ( Gampsonyx swainsonii ) طائر جارح صغير الحجم، يعيش في السافانا المفتوحة، بجوار الغابات المتساقطة الأوراق في أمريكا الوسطى والجنوبية. وهو العضو الوحيد من جنس Gampsonyx . يُخلّد اسمه العلمي ذكرى عالم الطبيعة الإنجليزي ويليام سوانسون.

## التوزيع والموئل
يتكاثر هذا الطائر الصغير من بنما وكولومبيا وفنزويلا جنوبًا إلى بوليفيا وشمال الأرجنتين، مع وجود مجموعة مستقرة ومعزولة في نيكاراغوا. وهو يتوسع في نطاق انتشاره، وقد ثبت تكاثره في ترينيداد عام 1970. سُجِّل لأول مرة في كوستاريكا في منتصف التسعينيات، وهو الآن شائع نسبيًا على طول منحدرات المحيط الهادئ، حتى ارتفاع 1000متر.

## وصف

منظر أمامي يُظهر جبينًا أصفر. جنوب غواياكيل، الإكوادور

يبلغ طولها 80-95 سم ويزن 80–95 غ (2.8–3.4 أونصة) . إنه أصغر جارح في الأمريكتين وواحد من أصغر نوعين من فصيلة الأسيبيتريد في العالم (إلى جانب الباشق الصغير ). يبلغ وزن الصقر الصغير، وهو نوع آخر من الأنواع الاستوائية الجديدة، وزنًا أعلى قليلاً من حدوة اللؤلؤ. يمتلك البالغ تاجًا أسود وأجزاء علوية وجناحًا وذيلًا وطوقًا أبيض ذو حواف حمراء وجبهة وخدود صفراء وأجزاء سفلية بيضاء في الغالب وأرجل صفراء. تشبه الطيور غير الناضجة الطيور البالغة ولكنها تتميز بأطراف بيضاء وكستنائية على ريش الظهر والجناح وطوق مصبوغ وبعض المصبوغ على الأجزاء السفلية البيضاء. أثناء الطيران، يبدو هذا النوع أسود في الغالب من الأعلى وأبيض من الأسفل.

## سلوك

### تربية
العشّ عبارة عن عش عميق من العصيّ مبنيّ في شجرة عالية. تضمّ الحاضنة من ٢ إلى ٤ بيضات بيضاء ذات علامات بنية، تحتضنها الأنثى بشكل رئيسي لمدة ٣٤-٣٥ يومًا حتى الفقس، ثم خمسة أسابيع أخرى حتى ظهور الريش.

### التغذية
يتغذى طائر الطائر اللؤلؤي بشكل أساسي على السحالي ، مثل السحالي الأنولية والوزغات .  فرائسه الأكثر شيوعًا هي Microlophus occipitalis . كما أنه يصطاد الطيور الصغيرة (مثل الحمام الأرضي الأحمر ) والضفادع والحشرات (مثل الصراصير )؛ وعادةً ما يجلس على مكان مفتوح مرتفع ينقض منه على فريسته. 